# Verre double foyer

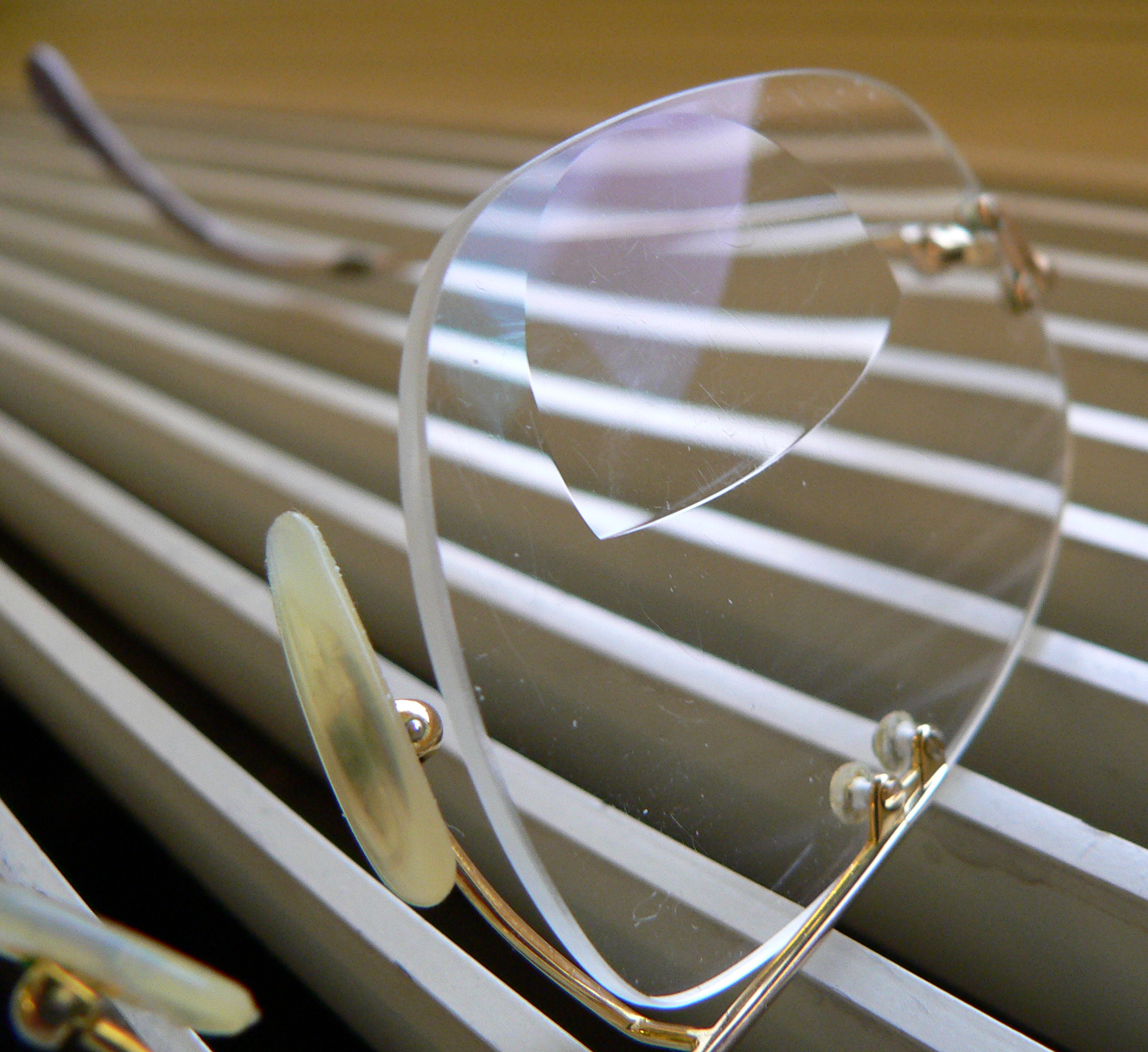
Verre double foyer

Le verre double foyer est un verre compensateur qui dispose de deux vergences optiques, la zone supérieure étant destinée à compenser la vision de loin et la zone inférieure à la compensation de la vision de près.

## Historique

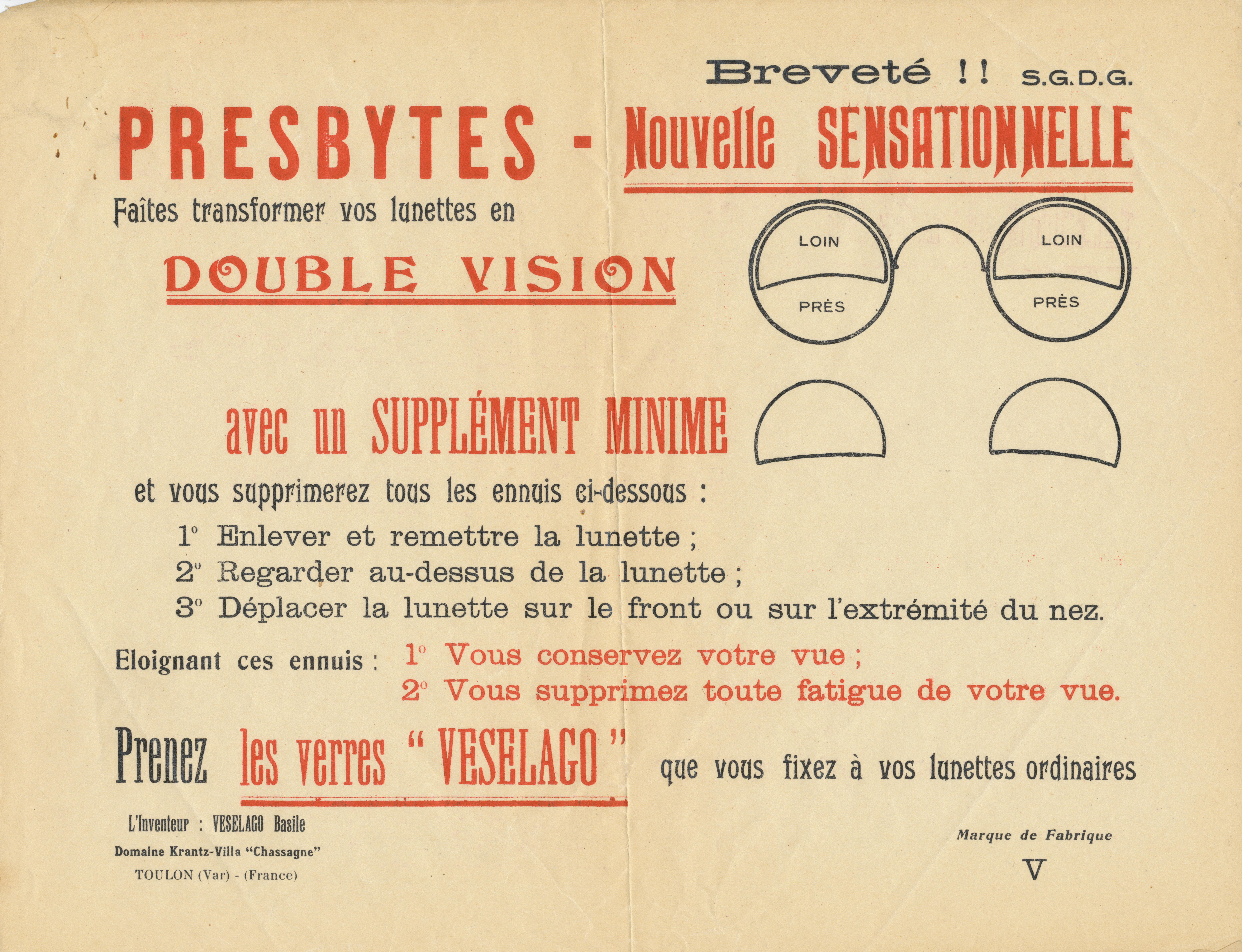
Publicité pour les lunettes bifocales Veselago.

L'invention de verres à double foyer, également appelés verres bifocaux, est attribuée traditionnellement à Benjamin Franklin qui en 1784 aurait taillé la partie inférieure de ses lunettes afin de voir de près, et le reste du verre pour voir de loin, mais plusieurs historiens soulignent le manque de preuves, faisant observer que ces lunettes apparaissent pour la première fois en Angleterre à la fin du XVIIIe siècle.

## Fabrication et géométries
Le verre double foyer permet de compenser à la fois la vision de loin et la vision de près par l'ajout d'une pastille - appelée segment et qui peut être ronde ou courbe - de vergence positive en bas du verre. Cette pastille peut avoir une largeur entre 25 et 40 millimètres.
La largeur de 28 mm est la plus couramment adaptée car elle permet d'obtenir un champ visuel apparent binoculaire correspondant à la largeur d'une feuille A4 à 40 cm. 
La plage de vision de près peut être fusionnée à la surface du verre minéral (verre bifocal fusionné) ou moulée (verre organique) il y a alors un décrochage dans l'épaisseur du verre.

## Représentativité sur le marché de l'optique
Les verres à double foyer, avant la démocratisation des verres progressifs dans les années 1990, étaient, comme les lunettes demi-lunes, un mode courant de correction de la presbytie.
En 2011 les verres à double foyer représentent moins de 3 % des ventes de verres optiques.
Ces verres peuvent rester des options intéressantes dans le cadre d'adaptations particulières (équipement professionnel, basse vision).